# Copa América de 2015 – Grupo A
O grupo A da Copa América de 2015 foi composto por Chile, México, Equador e Bolívia. Os dois melhores colocados, mais o melhor terceiro colocado (se for o caso), se classificaram para a fase final.

## Equipes
| Posição de sorteio | Equipe  | Participação | Melhor performance                  | Posição no Ranking da FIFA no início do torneio |
| ------------------ | ------- | ------------ | ----------------------------------- | ----------------------------------------------- |
| A1                 | Chile   | 37ª          | Vice-campeã (1955,1956,1979 e 1987) | 19º                                             |
| A2                 | México  | 9ª           | Vice-campeã (1993 e 2001)           | 23º                                             |
| A3                 | Equador | 26ª          | 4º colocado (1959 e 1993)           | 31º                                             |
| A4                 | Bolívia | 25ª          | Campeão (1963)                      | 89º                                             |

## Tabela
|  | Equipes classificadas às quartas-de-final                   |
|  | Equipes classificadas como melhores terceiros classificados |
|  | Equipes eliminadas                                          |

| Pos. | Seleção | Pts | J | V | E | D | GP | GC | SG |
| ---- | ------- | --- | - | - | - | - | -- | -- | -- |
| 1    | Chile   | 7   | 3 | 2 | 1 | 0 | 10 | 3  | +7 |
| 2    | Bolívia | 4   | 3 | 1 | 1 | 1 | 3  | 7  | –4 |
| 3    | Equador | 3   | 3 | 1 | 0 | 2 | 4  | 6  | –2 |
| 4    | México  | 2   | 3 | 0 | 2 | 1 | 4  | 5  | –1 |

## Partidas

### Chile vs Equador
| 11 de junho | Chile                                        | 2 – 0     | Equador | Estádio Nacional de Chile, Santiago |
| 20:30       | Arturo Vidal 66' (pen.) · Eduardo Vargas 83' | Relatório |         | Árbitro: ARG Néstor Pitana (FIFA)   |

| Chile | Equador |

| G              | 1  | Claudio Bravo    |                               |                                   |     |
| L              | 4  | Mauricio Isla    |                               |                                   |     |
| Z              | 17 | Gary Medel       |                               |                                   |     |
| Z              | 18 | Gonzalo Jara     | Penalizado com cartão amarelo |                                   |     |
| L              | 2  | Eugenio Mena     |                               |                                   |     |
| M              | 20 | Charles Aránguiz |                               | 85'                               |     |
| M              | 21 | Marcelo Díaz     |                               |                                   |     |
| M              | 8  | Arturo Vidal     |                               |                                   |     |
| M              | 10 | Jorge Valdivia   |                               | 67'                               |     |
| A              | 7  | Alexis Sánchez   |                               |                                   |     |
| A              | 15 | Jean Beausejour  |                               | 45'                               |     |
| Substituições: |    |                  |                               |                                   |     |
|                | 11 | Eduardo Vargas   |                               | 45'                               |     |
|                | 14 | Matías Fernández |                               | Penalizado · Penalizado · Expulso | 67' |
|                | 16 | David Pizarro    |                               | 85'                               |     |
| Técnico:       |    |                  |                               |                                   |     |
| Jorge Sampaoli |    |                  |                               |                                   |     |

| G                 | 23 | Alexander Domínguez |                               |     |
| L                 | 4  | Juan Carlos Paredes |                               |     |
| Z                 | 21 | Gabriel Achilier    |                               |     |
| Z                 | 3  | Frickson Erazo      |                               |     |
| L                 | 10 | Walter Ayoví        |                               |     |
| M                 | 6  | Christian Noboa     |                               |     |
| M                 | 14 | Osbaldo Lastra      | Penalizado com cartão amarelo | 68' |
| M                 | 7  | Jefferson Montero   |                               |     |
| M                 | 8  | Miller Bolaños      |                               |     |
| M                 | 9  | Fidel Martínez      | Penalizado com cartão amarelo | 79' |
| A                 | 13 | Enner Valencia      |                               |     |
| Substituições:    |    |                     |                               |     |
|                   | 15 | Pedro Quiñónez      |                               | 68' |
|                   | 5  | Alex Ibarra         |                               | 79' |
| Técnico:          |    |                     |                               |     |
| Gustavo Quinteros |    |                     |                               |     |

Bandeirinhas:

ARG Hernan Maidana

ARG Juan Pablo Belatti

Quarto árbitro:

SLV Joel Aguilar

Árbitro reserva:

JAM Ricardo Morgan

### México vs Bolívia
| 12 de junho | México | 0 – 0     | Bolívia | Estádio Sausalito, Viña del Mar                     |
| 20:30       |        | Relatório |         | Público: 14 987 Árbitro: PAR Enrique Cáceres (FIFA) |

| México | Bolívia |

| G              | 1  | Jesús Corona        |     |     |
| L              | 3  | Hugo Ayala          |     |     |
| Z              | 4  | Rafael Márquez      |     | 63' |
| Z              | 2  | Julio Domínguez     |     |     |
| Z              | 15 | Gerardo Flores      | 89' |     |
| L              | 16 | Adrián Aldrete      |     |     |
| M              | 6  | Javier Güemez       |     |     |
| M              | 5  | Juan Carlos Medina  |     | 80' |
| M              | 7  | Jesús Manuel Corona |     |     |
| A              | 20 | Eduardo Herrera     |     | 60' |
| A              | 19 | Matías Vuoso        |     |     |
| Substituições: |    |                     |     |     |
| FW             | 9  | Raúl Jiménez        |     | 60' |
| MF             | 11 | Javier Aquino       |     | 63' |
| MF             | 10 | Luis Montes         |     | 80' |
| Técnico:       |    |                     |     |     |
| Miguel Herrera |    |                     |     |     |

| G              | 1  | Romel Quiñónez          |     |     |
| L              | 2  | Miguel Hurtado          |     |     |
| Z              | 16 | Ronald Raldes           |     |     |
| Z              | 22 | Edward Zenteno          |     |     |
| L              | 4  | Leonel Morales          |     |     |
| M              | 18 | Ricardo Pedriel         |     | 84' |
| M              | 3  | Alejandro Chumacero     |     |     |
| M              | 6  | Danny Bejarano          | 32' |     |
| M              | 8  | Martín Smedberg-Dalence |     |     |
| M              | 20 | Jhasmani Campos         |     | 70' |
| A              | 9  | Marcelo Moreno          |     |     |
| Substituições: |    |                         |     |     |
| FW             | 10 | Pablo Escobar           | 88' | 70' |
| DF             | 17 | Marvin Bejarano         |     | 84' |
| Manager:       |    |                         |     |     |
| Mauricio Soria |    |                         |     |     |

Bandeirinhas:

PAR Rodney Aquino

PAR Carlos Cáceres

Quarto árbitro:

URU Andrés Cunha

Árbitro reserva:

URU Carlos Pastorino

### Equador vs Bolívia
| 15 de junho | Equador                    | 2 – 3     | Bolívia                                      | Estádio Elías Figueroa Brander, Valparaíso      |
| 18:00       | Valencia 48' · Bolaños 83' | Relatório | 5' Raldes · 18' Smedberg · 43' (pen.) Moreno | Público: 5 982 Árbitro: SLV Joel Aguilar (FIFA) |

| Equador | Bolívia |

| G                 | 23 | Alexander Domínguez |     |     |
| L                 | 4  | Juan Carlos Paredes |     | 86' |
| Z                 | 21 | Gabriel Achilier    |     |     |
| Z                 | 3  | Frickson Erazo      | 43' |     |
| L                 | 10 | Walter Ayoví        |     |     |
| M                 | 6  | Christian Noboa     |     |     |
| M                 | 15 | Pedro Quiñónez      | 38' | 46' |
| M                 | 9  | Fidel Martínez      |     | 46' |
| M                 | 8  | Miller Bolaños      |     |     |
| M                 | 7  | Jefferson Montero   |     |     |
| A                 | 13 | Enner Valencia      |     |     |
| Substituições:    |    |                     |     |     |
| M                 | 5  | Renato Ibarra       |     | 46' |
| M                 | 11 | Juan Cazares        |     | 46' |
| Z                 | 17 | Daniel Angulo       |     | 86' |
| Técnico:          |    |                     |     |     |
| Gustavo Quinteros |    |                     |     |     |

| G              | 1  | Romel Quiñónez          | 62' |     |
| L              | 2  | Miguel Hurtado          | 45' |     |
| Z              | 16 | Ronald Raldes           |     |     |
| Z              | 22 | Edward Zenteno          | 38' |     |
| L              | 4  | Leonel Morales          |     |     |
| M              | 18 | Ricardo Pedriel         |     | 57' |
| M              | 3  | Alejandro Chumacero     |     |     |
| M              | 6  | Danny Bejarano          |     |     |
| M              | 8  | Martín Smedberg-Dalence |     |     |
| M              | 11 | Damián Lizio            |     | 72' |
| A              | 9  | Marcelo Martins Moreno  |     | 88' |
| Substituições: |    |                         |     |     |
| Z              | 21 | Cristian Coimbra        |     | 57' |
| Z              | 17 | Marvin Bejarano         |     | 72' |
| M              | 13 | Damir Miranda           |     | 88' |
| Técnico:       |    |                         |     |     |
| Mauricio Soria |    |                         |     |     |

Bandeirinhas:

JAM Garnet Page

JAM Ricardo Morgan

Quarto árbitro:

COL Wilmar Roldán

Árbitro reserva:

COL Alexander Guzmán

### Chile vs México
| 15 de junho | Chile                             | 3 – 3     | México                      | Estádio Nacional de Chile, Santiago                 |
| 20:30       | Vidal 22' 55' (pen.) · Vargas 42' | Relatório | 21' 66' Vuoso · 29' Jiménez | Público: 45 583 Árbitro: PER Víctor Carrillo (FIFA) |

| Chile | México |

| G              | 1  | Claudio Bravo    |                               |                               |     |
| L              | 4  | Mauricio Isla    |                               |                               |     |
| Z              | 17 | Gary Medel       |                               |                               |     |
| Z              | 18 | Gonzalo Jara     |                               |                               |     |
| L              | 3  | Miiko Albornoz   |                               |                               | 87' |
| M              | 21 | Marcelo Díaz     |                               |                               | 70' |
| M              | 20 | Charles Aránguiz |                               |                               |     |
| M              | 8  | Arturo Vidal     | Penalizado com cartão amarelo |                               |     |
| M              | 10 | Jorge Valdivia   |                               |                               |     |
| A              | 11 | Eduardo Vargas   |                               |                               | 84' |
| A              | 7  | Alexis Sánchez   |                               |                               |     |
| Substituições: |    |                  |                               |                               |     |
| Z              | 2  | Eugenio Mena     |                               |                               | 70' |
| A              | 9  | Mauricio Pinilla |                               | Penalizado com cartão amarelo | 84' |
| L              | 15 | Jean Beausejour  |                               |                               | 87' |
| Técnico:       |    |                  |                               |                               |     |
| Jorge Sampaoli |    |                  |                               |                               |     |

| G              | 1  | Jesús Corona        |  |  |     |
| L              | 3  | Hugo Ayala          |  |  |     |
| Z              | 2  | Julio Domínguez     |  |  |     |
| Z              | 14 | Juan Valenzuela     |  |  |     |
| L              | 16 | Adrián Aldrete      |  |  | 71' |
| M              | 5  | Juan Carlos Medina  |  |  |     |
| M              | 6  | Javier Güemez       |  |  |     |
| M              | 7  | Jesús Manuel Corona |  |  | 78' |
| L              | 15 | Gerardo Flores      |  |  |     |
| A              | 9  | Raúl Jiménez        |  |  |     |
| A              | 19 | Matías Vuoso        |  |  |     |
| Substituições: |    |                     |  |  |     |
| Z              | 13 | Carlos Salcedo      |  |  | 71' |
| M              | 17 | Mario Osuna         |  |  | 78' |
| Técnico:       |    |                     |  |  |     |
| Miguel Herrera |    |                     |  |  |     |

Bandeirinhas:

PER César Escano

PER Jonny Bossío

Quarto árbitro:

VEN José Argote

Árbitro reserva:

PAR Rodney Aquino

### México vs Equador
| 19 de junho | México      | 1 – 2     | Equador                    | Estádio El Teniente, Rancagua   |
| 18:00       | Jiménez 64' | Relatório | 26' Bolaños · 57' Valencia | Árbitro: VEN José Argote (FIFA) |

| México | Equador |

| G              | 1              | José Corona            |                |     |
| L              | 15             | Gerardo Flores         |                |     |
| Z              | 14             | Juan Carlos Valenzuela |                |     |
| Z              | 3              | Hugo Ayala             | 17'            |     |
| Z              | 2              | Julio Domínguez        |                |     |
| L              | 22             | Efraín Velarde         |                | 46' |
| M              | 5              | Juan Carlos Medina     |                |     |
| M              | 6              | Javier Güemez          |                | 52' |
| M              | 7              | Jesús Manuel Corona    |                | 62' |
| A              | 9              | Raúl Jiménez           |                |     |
| A              | 19             | Matías Vuoso           |                |     |
| Substituições: |                |                        |                |     |
| M              | 11             | Javier Aquino          |                | 46' |
| M              | 8              | Marco Fabián           | 54'            | 52' |
| A              | 20             | Eduardo Herrera        | 86'            | 62' |
| Técnico:       |                |                        |                |     |
| Miguel Herrera | Miguel Herrera | Miguel Herrera         | Miguel Herrera | 70' |

| G                 | 23 | Alexander Domínguez |       |       |
| L                 | 4  | Juan Carlos Paredes |       |       |
| Z                 | 21 | Gabriel Achilier    |       |       |
| Z                 | 2  | Arturo Mina         |       |       |
| L                 | 10 | Walter Ayoví        |       |       |
| M                 | 6  | Christian Noboa     |       |       |
| M                 | 14 | Osbaldo Lastra      | 90+1' |       |
| M                 | 5  | Renato Ibarra       | 52'   | 78'   |
| M                 | 8  | Miller Bolaños      | 28'   |       |
| M                 | 7  | Jefferson Montero   |       | 90+2' |
| A                 | 13 | Enner Valencia      |       |       |
| Substituições:    |    |                     |       |       |
| M                 | 11 | Juan Cazares        |       | 78'   |
| A                 | 9  | Fidel Martínez      |       | 90+2' |
| Técnico:          |    |                     |       |       |
| Gustavo Quinteros |    |                     |       |       |

Bandeirinhas:

VEN Jorge Urrego

COL Christian de La Cruz

Quarto árbitro:

PAR Enrique Cáceres

Árbitro reserva:

PAR Carlos Cáceres

### Chile vs Bolívia
| 19 de junho | Chile                                                         | 5 – 0     | Bolívia | Estádio Nacional de Chile, Santiago              |
| 20:30       | Aránguiz 3' 66' · Alexis Sánchez 37' · Medel 80' · Raldes 86' | Relatório |         | Público: 45 601 Árbitro: URU Andrés Cunha (FIFA) |

| Chile | Bolívia |

| G              | 1  | Claudio Bravo    |  |     |
| L              | 4  | Mauricio Isla    |  |     |
| Z              | 17 | Gary Medel       |  |     |
| Z              | 18 | Gonzalo Jara     |  | 70' |
| L              | 15 | Jean Beausejour  |  |     |
| M              | 20 | Charles Aránguiz |  |     |
| M              | 21 | Marcelo Díaz     |  |     |
| M              | 8  | Arturo Vidal     |  | 46' |
| M              | 10 | Jorge Valdivia   |  |     |
| A              | 11 | Eduardo Vargas   |  |     |
| A              | 7  | Alexis Sánchez   |  | 46' |
| Substituições: |    |                  |  |     |
| Z              | 22 | Ángelo Henríquez |  | 46' |
| M              | 14 | Matías Fernández |  | 46' |
| M              | 16 | David Pizarro    |  | 70' |
| Técnico:       |    |                  |  |     |
| Jorge Sampaoli |    |                  |  |     |

| G              | 1  | Romel Quiñónez          |     |     |
| L              | 14 | Edemir Rodríguez        |     | 46' |
| Z              | 16 | Ronald Raldes           |     |     |
| Z              | 21 | Cristian Coimbra        | 63' |     |
| L              | 4  | Leonel Morales          | 41' |     |
| M              | 19 | Wálter Veizaga          |     | 46' |
| M              | 3  | Alejandro Chumacero     | 72' |     |
| M              | 10 | Pablo Escobar           |     | 61' |
| M              | 18 | Ricardo Pedriel         |     |     |
| M              | 8  | Martin Smedberg-Dalence |     |     |
| A              | 9  | Marcelo Moreno          |     |     |
| Substituições: |    |                         |     |     |
| Z              | 17 | Marvin Bejarano         |     | 46' |
| M              | 13 | Damir Miranda           |     | 46' |
| M              | 11 | Damián Lizio            |     | 61' |
| Técnico:       |    |                         |     |     |
| Mauricio Soria |    |                         |     |     |

Bandeirinhas:

URU Mauricio Espinosa

URU Carlos Pastorino

Quarto árbitro:

BRA Sandro Ricci

Árbitro reserva:

BRA Fábio Pereira